# Неа-Макри
Не́а-Ма́кри (греч. Νέα Μάκρη) — прибрежный город в Греции. Расположен на высоте 16 метров над уровнем моря, на побережье залива Петалия, к югу от бухты Марафон, в 7 километрах к югу от Марафона и в 25 километрах к северо-востоку от Афин. Входит в общину Марафон в периферийной единице Восточная Аттика в периферии Аттика. Рядом находятся пляж Айос-Андреас (Άγιος Ανδρέας) и пляж Зубери. Является курортным городом. Население 15 554 жителя по переписи 2011 года.
Основан беженцами из Макри (Фетхие) в Малой Азии после малоазийской катастрофы. В 1971 году к городу присоединены упразднённые деревни Айия-Марина (Еродзакули), Анатоли (Рапендоса) и Матион.
Город пересекает проспект Маратонос, часть национальной дороги 83.
На западном краю Неа-Макри находится монастырь Благовещения Пресвятой Богородицы и преподобномученика Ефрема, в котором находятся мощи святого Ефрема.

## Сообщество Неа-Макри
Сообщество Неа-Макри создано в 1926 году (ΦΕΚ 296Α). В сообщество входит деревня Неос-Вудзас. Население 16 670 жителей по переписи 2011 года. Площадь 36,662 квадратного километра.
| Наименование | Население (2011), человек |
| ------------ | ------------------------- |
| Неа-Макри    | 15 554                    |
| Неос-Вудзас  | 1116                      |

## Население
| Год  | Население, человек |
| ---- | ------------------ |
| 1991 | 9660               |
| 2001 | 12 139             |
| 2011 | ↗ 15 554           |